# 大倉公園
大倉公園（おおくらこうえん）は、愛知県大府市にある公園である。公園分類は近隣公園。

## 歴史
大倉公園は大正時代に当時桃畑があった一帯を、日本陶器合名会社（現・ノリタケカンパニーリミテド）の初代社長大倉和親が取得し、その別邸であった場所である。この別邸は大倉が名古屋を訪れた際の仮住まいとして使用されたほか、迎賓館としても使用されており、1927年（昭和2年）には、賀陽宮恒憲王が騎兵第3連隊に通うため、この別邸に数か月間滞在している。
その後、1944年（昭和19年）に売却されて名機製作所創業者の加治慶之助が所有した後、1975年（昭和50年）に貴重な資源を保存するため市が買い取り公園化された。
2009年（平成21年）10月には、大府市と災害時相互応援協定を結んでいる岩手県遠野市の茅葺職人7名を招き、22年ぶりに茅葺門の葺き替えが行われている。
園内には約2,800本のツツジやヒトツバタゴ（ナンジャモンジャノキ）が植えられており、4月下旬から5月中旬に見頃を迎える。
また、2月中旬には「大府盆栽展」、4月下旬には「大倉公園つつじまつり」が行われ、賑わいをみせている。

## 施設

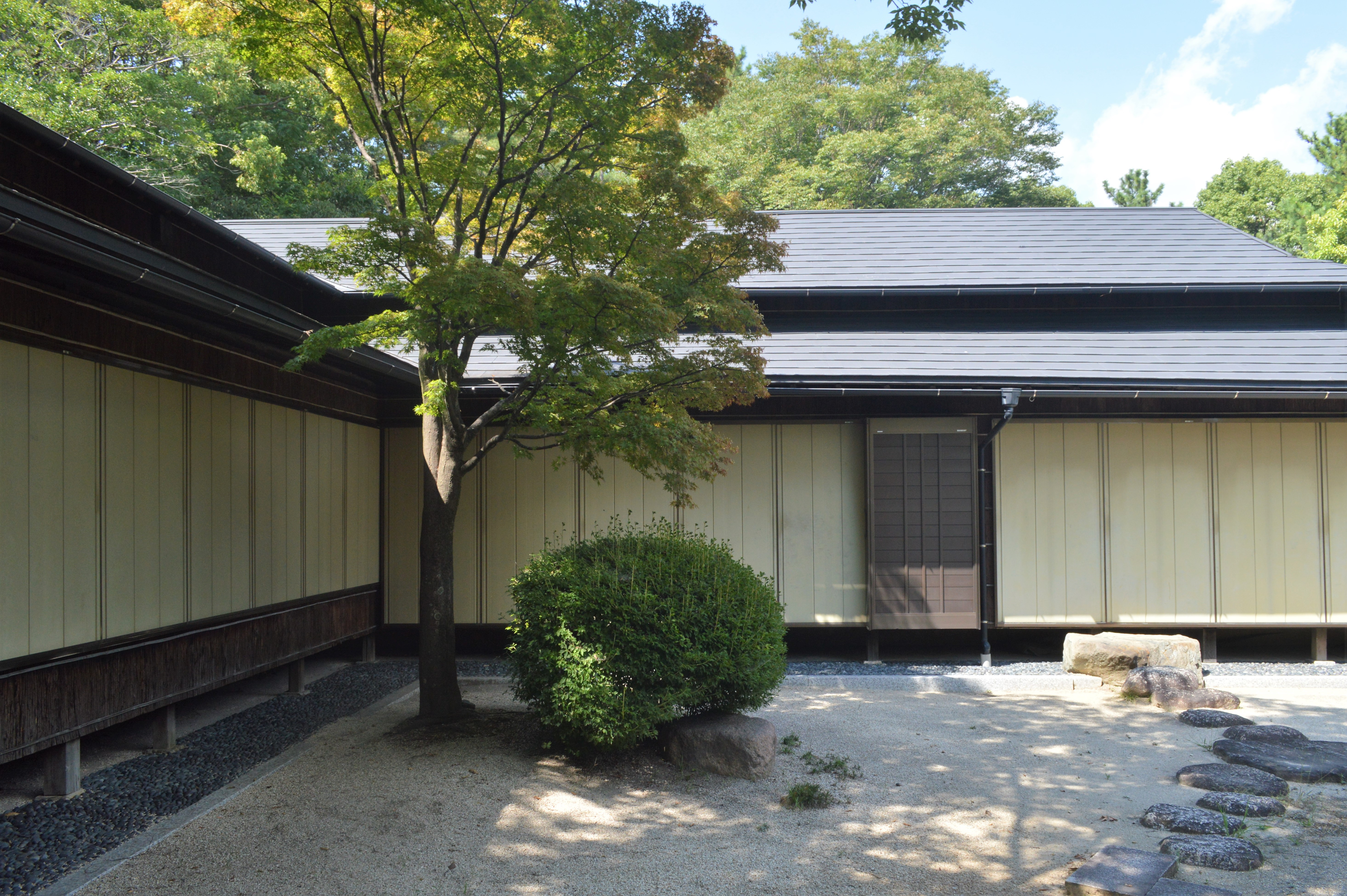
休憩棟（国の登録有形文化財）

茅葺門
切り妻造りの長屋門で、高さ5m、幅13m、奥行き4m。大正時代末期から昭和初期に大倉和親によって建設されたもの。2015年（平成27年）8月4日に国の登録有形文化財に登録。
休憩棟
数寄屋風の設計が特徴で、庭側に縁を巡らせたL字形の木造平屋。1921年（大正10年）に大倉和親が建設した別邸の母屋を修復したもの。2015年（平成27年）8月4日に国の登録有形文化財に登録。地下に鉄筋コンクリート造りで、縦4.1m、横2.2m、高さ2.4mの防空壕がある。
管理棟
1968年（昭和43年）に当時の所有者が住んだ旧邸宅を利用している。
ひょうたん池
別邸が建設された当時に造成された池を市が公園化した際に整備・改修したもの。大府市の友好都市である岩手県遠野市より贈られた親子のカッパ像が設置されている。

## 所在地
- 愛知県大府市桃山町5丁目74番地

## 交通アクセス
- JR東海道本線・武豊線「大府駅」下車、東口から徒歩で約10分。
- 大府市循環バス（ふれあいバス）東コース「大倉公園」下車。

## 周辺施設
- 愛知県立桃陵高等学校
- 大倉会館（大府市歴史民俗資料館、大府児童老人福祉センター） - 1980年（昭和55年）に開館[6]。
- 大府市立大府小学校
- 大府市役所
- 大府郵便局
- 桃山公園

### 広報資料・プレスリリースなど一次資料
1. ↑  “公園一覧” (PDF).   大府市 (2010年12月24日). 2013年5月6日閲覧。
2. 1 2  “広報おおぶ 2010年2月1日号（特集 大倉公園物語）” (PDF).   大府市 (2010年2月1日). 2013年5月6日閲覧。
3. ↑  “都市観光流事業について” (PDF).   遠野市 (2009年10月2日). 2013年5月6日閲覧。